# Przejście graniczne Rudyszwałd-Hať
Przejście graniczne Rudyszwałd-Hať – polsko-czeskie przejście graniczne małego ruchu granicznego położone w województwie śląskim, w powiecie raciborskim, w gminie Krzyżanowice, w miejscowości Rudyszwałd, zlikwidowane w 2007.

## Opis
Przejście graniczne Rudyszwałd-Hať zostało utworzone 19 lutego 1996. Czynne było codziennie w godz 6.00–22.00. Dopuszczony był ruch pieszych, rowerzystów, motorowerami o pojemności skokowej silnika do 50 cm³ i transportem rolniczym. Kontrolę graniczną osób, towarów i środków transportu wykonywała Graniczna Placówka Kontrolna Straży Granicznej w Chałupkach (GPK SG w Chałupkach).
Do przejścia granicznego po polskiej stronie, można było dojechać w miejscowości Rudyszwałd ulicą Graniczną, po stronie czeskiej, z miejscowości Hať ulicą Lipová.
21 grudnia 2007 na mocy układu z Schengen przejście graniczne zostało zlikwidowane.

## Galeria

Przejście graniczne Rudyszwałd-Hať
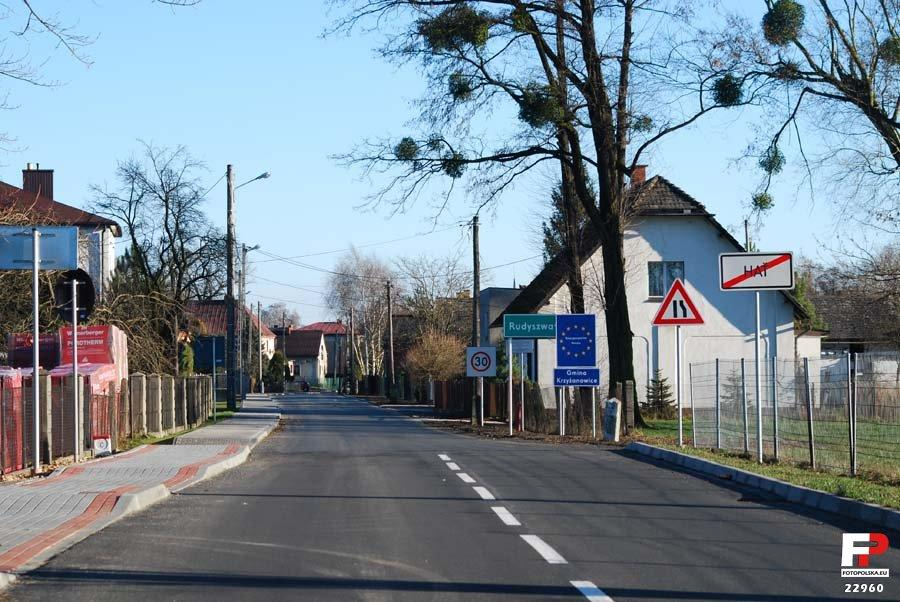
(grudzień 2009)
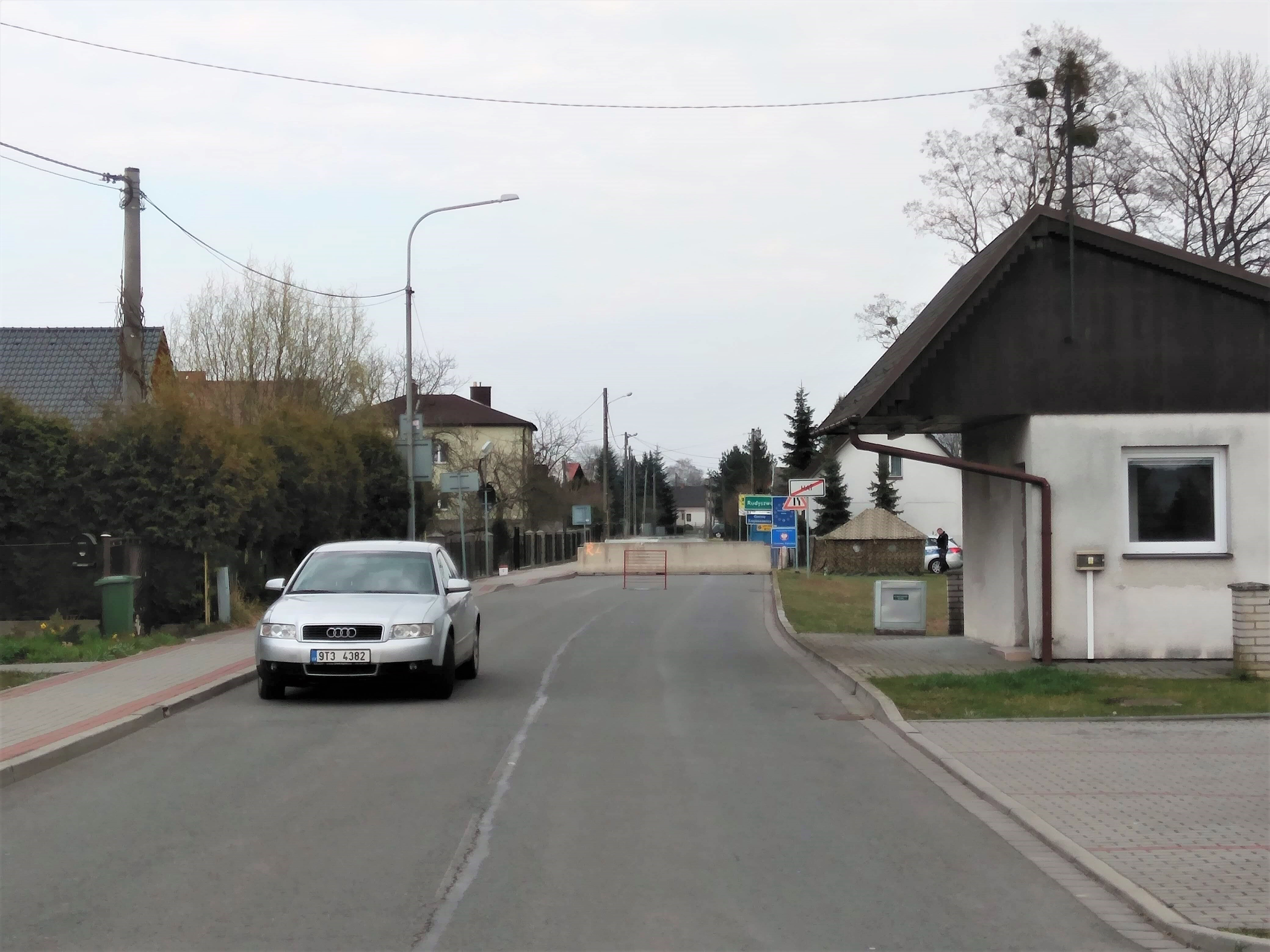
Zamknięte podczas pandemii COVID-19 (kwiecień 2020)